# سیارک ۷۱۳۲
سیارک ۷۱۳۲ (به انگلیسی: 7132 Casulli، نامگذاری:1993SE) هفت هزار و صد و سی و دومین سیارک کشف شده‌است که در ۱۷ سپتامبر ۱۹۹۳ کشف شد.
قدر مطلق سیارک برابر ۱۳٫۸۰ است.